# Grève générale de janvier 1905 à Saint-Pétersbourg
La grève générale de janvier 1905 à Saint-Pétersbourg débute le 3 janvier 1905 (16 janvier dans le calendrier grégorien) aux usines Poutilovski et se termine le soir du 9 janvier 1905 (22 janvier dans le calendrier grégorien) par la fusillade du Dimanche rouge. Celle-ci se produit après la vaine tentative de dépôt de la Pétition des travailleurs de Saint-Pétersbourg du 9 janvier 1905 entre les mains du tsar Nicolas II.

## Préliminaires

### Grèves locales
En décembre 1904, le Collectif des travailleurs russes de Saint-Pétersbourg s'engage dans la voie de la lutte des travailleurs contre le capitalisme. Au cours de la première moitié du mois de décembre 1904, ce Collectif organise deux grèves locales : l'une à la manufacture V. Kojevnikov, et l'autre à la manufacture de Novo-Sampsonievski. Dans les deux cas les grèves prennent fin à l'avantage des travailleurs, l'administration doit leur faire des concessions. La réussite de ces grèves a accru le prestige du Collectif aux yeux des travailleurs, ce qui provoque un afflux de nouveaux membres.
Les propriétaires des usines observent avec inquiétude la croissance du Collectif. Ils voient en lui une menace pour leurs intérêts économiques, si bien qu'ils commencent à soutenir l'organisation concurrente dénommée Société d'assistance aux travailleurs de la production mécanique, dirigée par M. Ouchakov mais dans l'esprit des syndicats de style zoubatovchtchina c'est-à-dire des organisations contrôlées par la police. Contrairement au Collectif la Société d'Ouchakov ne visait pas à lutter contre le capital, mais limitait ses buts à l’entraide mutuelle que lui donnait l'appui fourni par l'administration et l'inspection des usines. Cette protection particulière de la Société a été utilisée par exemple à l'usine Poutilovski. Les cadres inférieurs de l'usine, les contremaîtres, mènent campagne auprès des travailleurs pour qu'ils rejoignent la Société, alors qu'ils prennent en même temps des mesures répressives contre les membres du Collectif de Gapone et leur inflige des sanctions.

### L'incident de l'usine Poutilovski

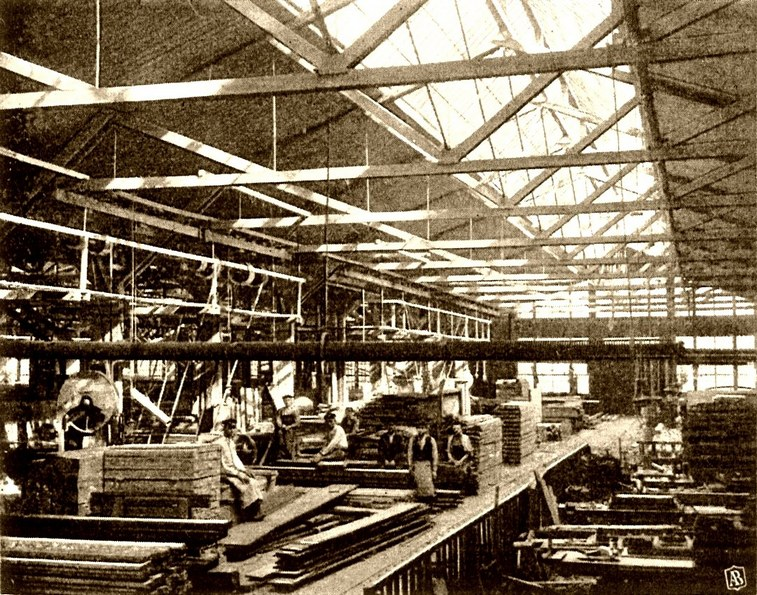
Atelier de menuiserie de l'usine Poutilovski où se produit l'incident avec le contremaître Tetiavkine

En décembre 1904, à l'usine Poutilovski, se produit un incident du fait du licenciement de quatre travailleurs. Le contremaître de l'atelier de menuiserie de construction de wagons, A. Tetiavkine, licencie successivement les ouvriers Sergounine, Soubbotine, Ouikolov, et Fiodorov. Ils sont tous les quatre membre du Collectif, alors que le contremaître Tetiavkine est membre de la Société d'assistance mutuelle d'Ouchakov. Les quatre ouvriers adressent une plainte à la section Narva de leur Collectif. Ils signalent que lors de leur licenciement le contremaître se moquait de leur appartenance au Collectif, et a ironisé en disant : «Allez y à votre Collectif ! Il vous soutiendra et vous nourrira». La direction de la section a rendu compte de l'incident à Gapone, et l'a chargé d'enquêter sur l'incident en interrogeant des témoins. L'enquête a démontré que le comportement du contremaître était injuste et dicté par son attitude hostile vis-à-vis du Collectif,. Après avoir réuni le groupe des travailleurs, Gapone déclare voir dans cet incident un défi lancé au Collectif par l'administration de l'usine. Or si une organisation n'intervient pas pour ses membres, son autorité vis-à-vis d'eux diminuera et elle finira par perdre toute influence .
Le 27 décembre 1904, à la section Vassilievski du Collectif se tient une réunion d'urgence du cercle des responsables.
Participent à celle-ci 10 travailleurs de chacune des 11 sections du Collectif qui élisent à leur présidence V.Inozemtsev. Une résolution est adoptée à l'issue de la réunion selon laquelle il existe en Russie des relations anormales entre le travail et le capital qui se manifestent dans les rapports entre les contremaîtres et les ouvriers. La résolution exige que l'administration de l'usine Poutilovski réintègre les travailleurs licenciés et de licencier le contremaître Tetiavkine. Il est décidé d'envoyer trois députations : une au directeur de l'usine S. Smirnov, une à l'inspecteur principal S. Tchijov et une au maire de la ville Ivan Foullon pour qu'ils soient mis au courant des résolutions prises . La fin de la résolution attire l'attention sur le fait que si les exigences des travailleurs ne sont pas satisfaites, le Collectif ne se portait pas garant de la tranquillité dans la ville . La dernière communication concerne une menace sans équivoque du recours à la grève.
Le 28 décembre, la députation des travailleurs dirigée par le compagnon de lutte de Gapone Ivan Vassiliev s'adresse à S. Smirnov directeur de l'usine Poutilovski. Le directeur rencontre les travailleurs et déclare que le Collectif n'est pas autorisé à envoyer des députations et qu'il ne la recevrait donc pas. Il accuse le Collectif de s'occuper des affaires internes de l'usine et déclare ne pas pouvoir satisfaire aux exigences demandées alors qu'elles proviennent d'une institution extérieure à l'usine. Le même jour, une autre députation de travailleurs dirigée par un journaliste de la Gazette de Saint-Pétersbourg dénommé V. Arkhangelsk se rend chez l'inspecteur en chef de l'usine S. Tchijov. Comme le directeur l'avait fait avant lui, Tchijov déclare ne pas reconnaître la députation mais qu'il est prêt à examiner les plaintes des travailleurs individuellement. Une troisième députation à la tête de laquelle se trouve Gapone se rend chez le maire de Saint-Pétersbourg Ivan Foullon. Ce dernier reçoit les délégués poliment, serre la main de chacun et promet son appui. En les quittant il leur signale tout de même qu'ils n'avaient pas le droit de présenter de telles requêtes.
Le 29 décembre, l'inspecteur d'usine Tchijov prend à part les travailleurs Sergounine, Soubottine, Oukolov, et Fiodorov et examine leurs plaintes. L'enquête montre selon lui que seul Sergounine a été licencié , tandis que les autres n'ont été pris en compte que pour d'autres calculs et n'ont en fait pas été licenciés. Après exemen des plaintes, Tchijov les trouve indéfendables. Il envoie ses conclusions sur l'affaire au maire de la ville . Le 30 décembre, paraît sur les murs de l'usine Poutilovski, l'avis du directeur, qui décide qu'à l'examen les exigences des travailleurs ont été trouvées non fondées. En fin de déclaration la directeur signale que le Collectif a clairement violé sa charte et que cela a été porté à la connaissance du maire. Le même jour, le prêtre Gapone s'est entretenu en privé avec le directeur Smirnov, l'inspecteur d'usine Tchijov et avec le responsable de la section des demandes des travailleurs R. Johansen. Tous trois refusent de soutenir Gapone et ce dernier leur déclare que si la croissance du Collectif ne s'arrêtait pas, à court terme, les 12 000 travailleurs de l'usine en deviendraient tous membres.
Le 2 janvier 1905, se tient une réunion dans la section Narvi du Collectif qui rassemble 600 personnes provenant de toutes les sections du syndicat. Outre les travailleurs de l'usine Poutilovski, participent à la réunion des représentants de l'usine de Semiannikovski, de la manufacture de caoutchouc et d'autres entreprises de Saint-Pétersbourg . Inozemtsev, un travailleur choisi par le président, démonte les arguments du directeur Smirnov et son interprétation biaisée de l'incident impliquant le licenciement de travailleurs. Inozemtsev met au vote à main levée la question de savoir si les travailleurs soutiennent leurs camarades licenciés. Ces derniers répondent tous ensemble : « Nous voulons les soutenir ! » À la suite de cette réunion il est décidé : que le lundi 3 janvier, sans crier et sans bruit les travailleurs quittent leurs postes de travail puis se présentent au bureau principal de l'usine où ils demandent à rencontrer le directeur pour exiger de lui le licenciement du contremaître Tetiavkine et la levée du licenciement des quatre travailleurs. À défaut de son consentement sur ce point, la grève commencera . Les travailleurs sont avertis qu'ils ont à se comporter calmement et correctement pour ne pas donner lieu à des plaintes et qu'ils ne doivent écouter aucun mot d'ordre sinon ceux provenant des sections du Collectif.

## Début de la grève générale des travailleurs

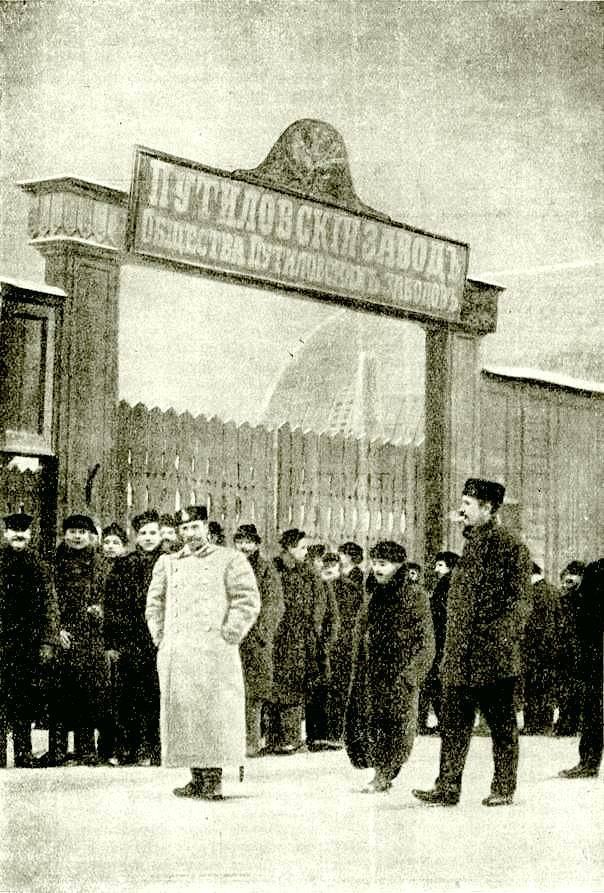
Travailleurs en grève aux portes de l'usine Poutilovski en janvier 1905

Le lundi 3 janvier, la grève commence à l'usine Poutilov. Dans la matinée, les travailleurs de l'atelier de menuiserie, où s'est produit l'incident avec le contremaître Tetiakine, parcourent les autres ateliers et commencent à faire abandonner le travail aux ouvriers.
Les travailleurs abandonnent de bon gré et sortent en masse dans la cour. Bientôt les 12 500 ouvriers ont quitté leurs postes. Environ 2 500 d'entre eux se rapprochent du bureau principal de l'usine et exigent la présence du directeur Smirnov. Celui-ci sort sous le porche accompagné d'un huissier . Les grévistes exigent alors le renvoi du contremaître Tetiavkine et la remise au travail de Sergounine et Soubbotine. L'entretien se poursuit durant une heure environ. Le directeur tente de démontrer aux travailleurs que leur revendication est inconsistante et qu'ils ont été trompés par des rumeurs trompeuses. À la fin de la discussion, Smirnov déclare que Tetiavkine ne sera pas renvoyé et invite tout le monde à retourner au travail. Dans le cas contraire, il promet de licencier dans les trois jours tous les ouvriers de l'usine, ce qui suscite leur indignation. Les participants s'écrient qu'un seul contremaître coûtent plus cher au directeur que 12 000 ouvriers.
Au sortir de l'usine, les travailleurs se précipitent à la section Narva du Collectif, où depuis le matin se tenaient des meetings. Vers une heure de l'après-midi le prêtre Gapone arrive à la section. Depuis une estrade, il s'adresse à l’assemblée pour la remercier de sa solidarité. Dans son discours il compare les travailleurs à un vieux chêne qui reprend vie après un dur hiver. « Avons-nous oui ou non le droit de protéger nos camarades ? », demande-t-il avec emphase. En réponse il entend une bruyante ovation. Le prêtre lit alors la liste élargie des exigences qui doit être présentée le lendemain à l'administration de l'usine. Outre celles déjà présentées, la liste comprend une série d'exigences générales économiques, notamment l'obligation de faire participer les ouvriers à l'établissement des prix des produits fabriqués et aux négociations lors de conflits de travail. Cette liste élargie a été dupliquée pour être distribuée aux autres usines et ateliers de Saint-Pétersbourg . Selon le témoignage du département de la police, les travailleurs décident de s'en tenir aux exigences déjà exprimées tout en prolongeant la grève pour une durée indéterminée . La direction du Collectif constitue un comité de grève et un fonds d'indemnisation des grévistes .

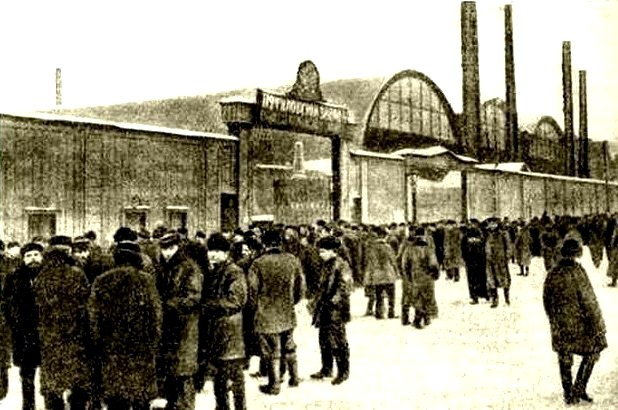
Usine Poutilov, grèves de 1905

Le 4 janvier 1905, la grève à l'usine Poutilov se poursuit. Dans la matinée environ un millier de travailleurs se rendent à l'usine pour se mettre au travail, mais ils sont renvoyés chez eux par la foule des grévistes. Vers 6 heures du soir, une délégation de 40 travailleurs sélectionnés parmi tous les ateliers de l'usine, avec à leur tête Gapone, se rend à l'usine pour s'adresser au directeur Smirnov. Gapone, au nom de la délégation, lit la liste des 12 exigences dont l'essentielle est celle de la journée de huit heures. La lecture est accompagnée de remarques de Gapone et des travailleurs, mais aussi du directeur. Les interventions sont passionnées et nerveuses . Smirnov s'oppose à la journée de huit heures. Quant à leur droit de participer à la fixation des prix de produits fabriqués, il le rejette aussi au motif que cela ruinerait les actionnaires et l'obligerait à parcourir le monde avec ses ouvriers : cette dernière phrase provoque un fou rire général. « Les actionnaires ne seront pas ruinés pour autant, mais les travailleurs, répond Gapone, n'est-ce pas vrai, camarades ? ». À la fin de la discussion, Smirnov répète que les exigences des ouvriers sont exagérées et inapplicables. Les délégués n'acceptent pas ces explications. En partant, Gapone déclare qu'il reporte la responsabilité de la grève et de ses conséquences sur Smirnov. Ce jour-là, il est décidé d'étendre la grève à toutes les usines et fabriques de Saint-Pétersbourg. Dans toutes les entreprises de la ville sont distribuées des listes dactylographiées reprenant les exigences générales suivies d'une signature accompagnée des mots : « C'est l'exacte vérité. Le prêtre Gueorgui Gapone ».
Le 4 janvier, l'usine Franco-russe de mécanique s'est jointe à la grève avec ses 2 500 ouvriers. Dans la matinée, les travailleurs se rendant sont accueillis à l'usine par la foule des grévistes de l'usine Poutilov, qui les convainquent de se joindre au mouvement de grève. Les travailleurs se rendent à leur usine, mais ne démarrent pas le travail et se dispersent rapidement. Les délégués présentent à leur administration une série de revendications similaires à celles des ouvriers de l'usine Poutilov. Le nombre total des grévistes atteint 15 000 personnes . Le 5 janvier, l'usine Nevski de construction mécanique et navale se met en grève avec ses 6 500 ouvriers. Dans la matinée, les activistes du Collectif, avec à leur tête N. Petrov, commencent à faire stopper le travail à l'atelier de construction de machines à vapeur. Une série d'incidents violents se produisent, les ouvriers de cette usine ne voulant pas se mettre en grève. « Partout j'ai dû utiliser la force, chasser tout le monde des ateliers, mais ils reviennent d'un autre côté», — se souvient Petrov ». À 8 heures du matin, l'usine est arrêtée. Les grévistes se rendent à la section Nevski du Collectif, où les revendications sont examinées et développées. La liste se base sur les exigences générales des ouvriers de l'usine Poutilov, à laquelle s'ajoute des revendications locales élaborées par chaque atelier. Le même jour la grève est déclarée à la manufacture de papier Nevskaïa par ses 2 000 ouvriers, la fabrique de fil Nevskaïa et ses 2 000 et la manufacture Ekateringofskaïa avec ses 700 travailleurs. Partout une liste de revendications générales est présentée à l'administration des usines. Le nombre total des grévistes atteint 26 000 personnes.

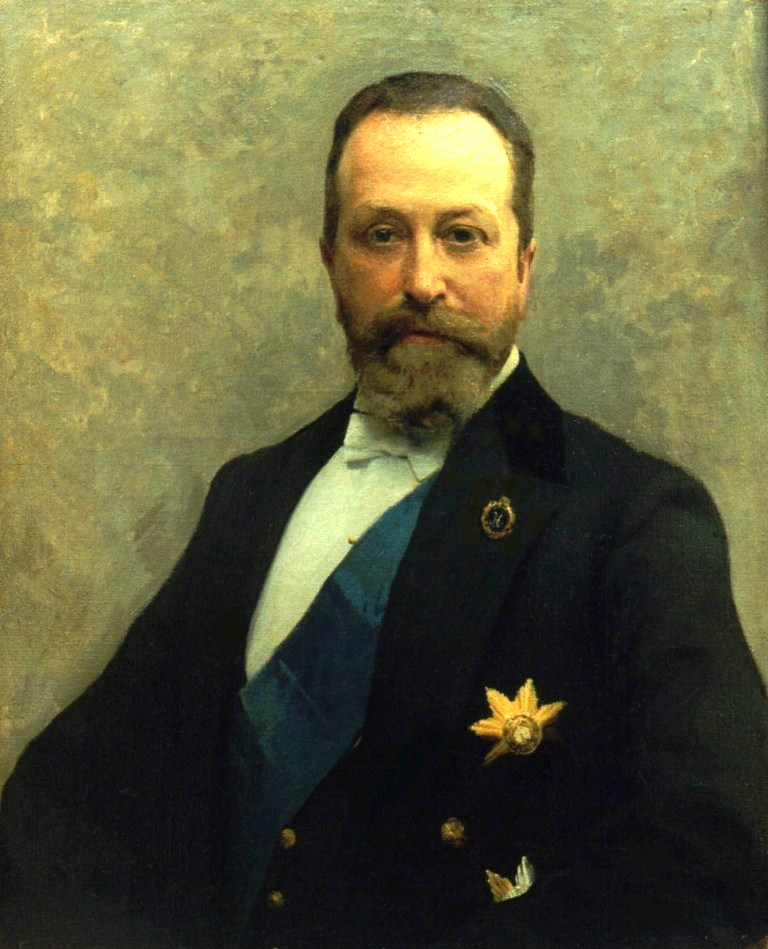
Vladimir Kokovtsov, ministre des finances 1911 par Emiel Wiesel

Le 5 janvier, vers 5 heures du matin, une députation, sous la conduite de Gapone rend visite à la direction de l'usine Poutilov. Gapone informe les membres de la direction des exigences générales. Après l'avoir écouté, la direction divise la liste d'exigences en trois catégories : celles qu'elle peut prendre en considérations, celles qui doivent être examinées par l'assemblée des actionnaires, qui ne se réunira que dans deux mois, et enfin celles qui, concernant la journée de huit heures, sont de la compétence du ministère des finances,. Tout accord est donc impossible dans ces conditions. Dans la soirée, les exigences des travailleurs sont soumises au ministère des finances. Après en avoir pris connaissance, le ministre Vladimir Nikolaïevitch Kokovtsov rédige un rapport destiné à l'empereur Nicolas II. Il y signale que ces exigences sont illégales et inadmissibles pour les propriétaires d'usines. Le ministre écrit notamment que « les travailleurs ne peuvent en aucun cas être autorisés à fixer pour eux-mêmes le niveau de leur salaire et décider de la question du droit de licenciement de certains travailleurs, car dans ce cas ils seraient les équivalents des propriétaires des entreprises ». Le ministre observe aussi que l'activité du Collectif dirigé par le prêtre Gapone, commence à susciter de grandes inquiétudes, comme il l'avait signalé au ministre de l'intérieur. L'empereur aura connaissance de ce rapport de Kokovtsov.

## Établissement de la pétition des travailleurs le 9 janvier 1905
Le 5 janvier, Gueorgui Gapone et les dirigeants du Collectif sont persuadés que les propriétaires des usines ne feront pas de concessions et que la grève ne donnera pas de résultats. L'espoir que le gouvernement intervienne et fasse pression sur les propriétaires d'usines s'avère être vains. Les dirigeants du Collectif sont dans une situation difficile. Il est clair, que la masse ouvrière agitée ne pardonnera pas aux meneurs des exigences non satisfaites et que le Collectif perdra tout crédit , tandis que les instigateurs de la grève subiront des représailles de la part du pouvoir . Dans ces conditions Gapone et ses collaborateurs décident de prendre la décision extrême : adresser une pétition au tsar.

## Participation des partis révolutionnaires aux grèves

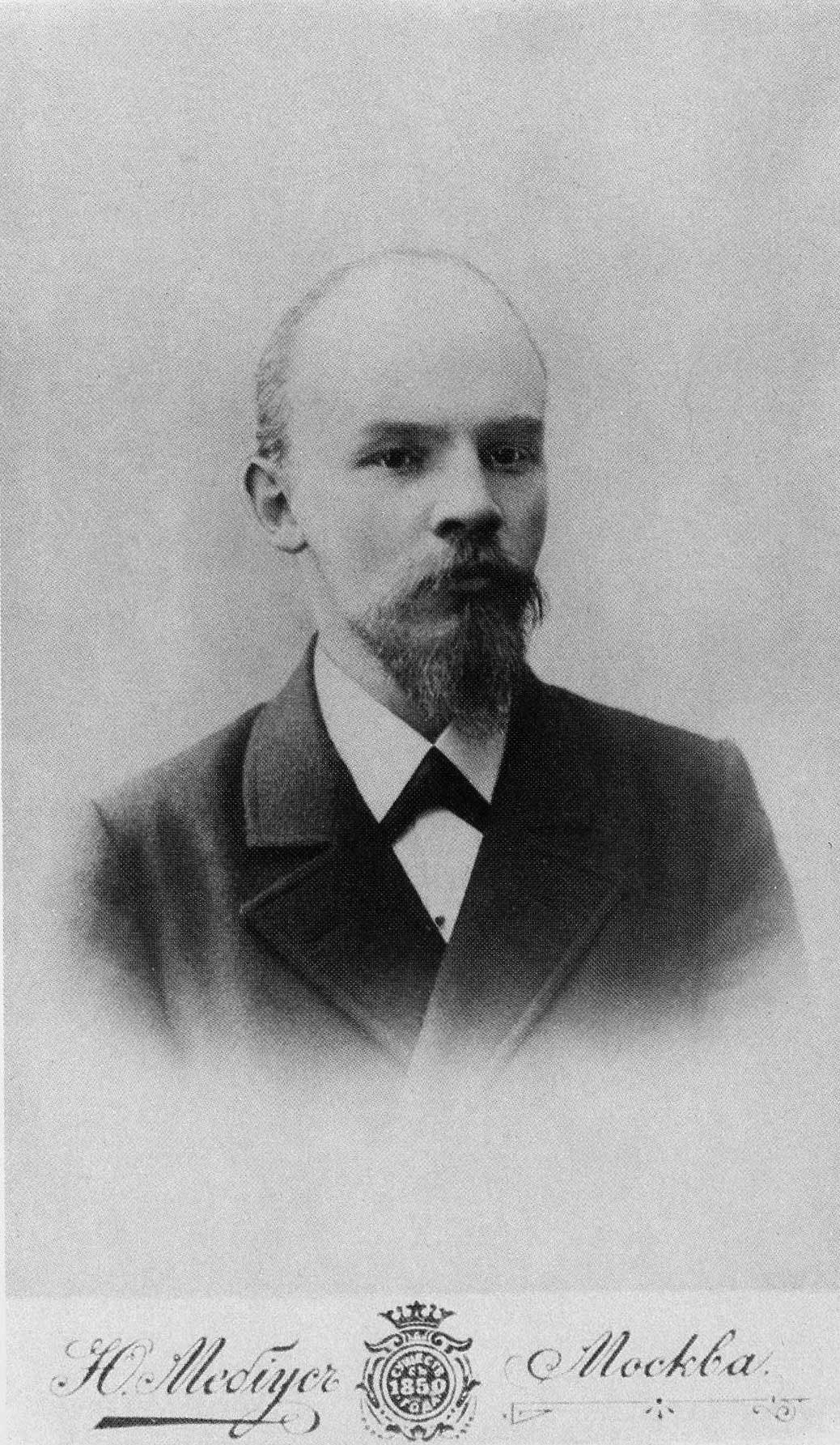
Lénine en 1900 (Photo by Y.Mebius)

Les représentants des partis révolutionnaires ont appris l'idée du dépôt de la pétition le 6-7 janvier. Au début de l'année 1905, à Saint-Pétersbourg, il existait trois partis révolutionnaires : les sociaux-démocrates menchéviks, les sociaux-démocrates bolchéviks et les socialistes-révolutionnaires. Les trois organisations étaient faibles, peu nombreuses et n'avaient pas d'influence notable sur les masses de travailleurs. Elles n'ont rien eu à voir avec la planification des évènements de janvier 1905. Selon les bolchéviks, les menchéviks et les socialistes révolutionnaires eux-mêmes la grève de janvier les a surpris,, et ils n'étaient pas prêts pour ces évènements imminents ni du point de vue de leur organisation ni techniquement. La croissance rapide du Collectif de Gapone, a attiré dans ses rangs des milliers de travailleurs et menaçait de paralysie la propagande révolutionnaire. Les tentatives des révolutionnaires de lutter contre les partisans de Gapone en les assimilant à des zoubatovchtchinistes sont restées sans succès. L'influence de Gapone n'a pas cessé de croitre.
Au début de la grève de janvier, les organisations révolutionnaires ont décidé d'utiliser les mouvements de grève à leurs propres fins. Les ouvriers en grève qui rentraient dans les sections de Gapone étaient un bon public pour la propagande révolutionnaire. À partir du 3 janvier, les représentants des partis ont commencé à s'introduire dans les réunions avec l'intention d'attirer les travailleurs vers les voies révolutionnaires. Les agitateurs dans les partis, les étudiants, tentent d'attirer par des discours, distribuent des tracts et distribuent des textes révolutionnaires. Mais ces efforts en sont pas couronnés de succès. Les dirigeants des sections du Collectif de Gapone n'ont pas permis aux étudiants de s'exprimer, interrompent leurs discours et les chassent de leurs réunions. La masse des travailleurs était aveuglément soumise aux chefs des sections de Gapone. Les discours des agitateurs des partis sont couverts par un bruit de mécontentement des travailleurs, on les menace de mort et d'être battus, et leurs proclamations imprimées sont rassemblées et détruites . Le 5-6 janvier, les révolutionnaires sont convaincus qu'ils n'ont pas réussi à endiguer la progression du mouvement de Gapone. Les travailleurs suivaient Gapone et ne voulait entendre personne d'autre. «Il était clair, et il fallait en être convaincu, que Gapone nous avait mis échec et mat», se souvient le bolchévik D. Himmer.
L'attitude des révolutionnaires a commencé à changer avec l'apparition de la pétition de Gapone. Les socialistes révolutionnaires et les sociaux-démocrates ont admis que le texte de la pétition avait un caractère révolutionnaire,. Mais, pour ces partis, s'adresser au tsar n'avait pas de sens, puisque les exigences de la pétition signifiaient la chute de l'autocratie. Ce qu'ils répétaient c'est : «Ne pas s'adresser au tsar, ne rien exiger de lui, ne pas s'humilier devant un ennemi juré, mais le jeter en bas de son trône et le chasser avec sa bande d'autocrates, alors seulement il sera possible de gagner la liberté ».